# متنزه تشانغجياجيه الوطني للغابات
متنزه زانغجياجي الوطني للغابات هو متنزه وطني يقع في زانغجياجي،خونان،الصين وهي واحدة من عدة متنزهات تقع في ولينغيوان.